# Elektrownia Camden
Elektrownia Camden – węglowa elektrownia cieplna zlokalizowana w pobliżu Ermelo w Mpumalanga.

## Historia
Elektrownia powstała obok stacji kolejowej Camden i wzięła od niej nazwę. Prace przy budowie rozpoczęto w 1962 roku. Pierwszy blok energetyczny Camden został uruchomiony w kwietniu 1967 roku, a wszystkie osiem pracowało już w 1969 roku. Z powodu braku zapotrzebowania na energię w 1989 roku podjęto decyzję o zamknięciu elektrowni, wyłączając początkowo cztery bloki, a pozostałe wyłączono w 1990 roku.
Na początku XXI wieku zapotrzebowanie na energię w RPA wzrosło, czego skutkiem był czarny piątek - 25 stycznia 2008 roku, gdy Eskom nakazał trzem największym kopalniom złota i platyny zamknięcie produkcji w celu obniżenia zużycia energii, co spowodowało wzrost cen tych kruszców na rynkach światowych.
Decyzję o ponownym uruchomieniu elektrowni Camden podjęto w 2003 roku. Pierwszy blok uruchomiono w 2005, a w 2009 roku po raz pierwszy od 20 lat działały już wszystkie (8) bloki produkując 1520 MW. Cały proces uruchamiania kopalni zakończył się w 2014 roku. Elektrownia ma sześć wież chłodniczych o wysokości 111 m i cztery kominy wysokości 154 m.

## Zatrudnienie
Podczas budowy elektrowni obok powstało miasteczko z 356 domami dla wszystkich pracowników administracji, obsługi i konserwacji. Pozwalało to zatrudnionym mężczyznom w razie wezwania w ciągu kilku minut dotrzeć na swoje stanowiska. Wybudowano też kościół, który był wykorzystywany przez wszystkie wyznania. Obiekty sportowe obejmowały cztery korty tenisowe, kręgielnię, basen, strzelnicę, boisko do rugby, hokeja, piłki nożnej i boiska do krykieta oraz jukskei. Powstały też budynki klubowe i przebieralnie oraz centrum rekreacji obejmujące halę, jadalnię, bibliotekę, sklep, bar i salę bilardową, które ukończono pod koniec 1973 roku. W okolicy budynków zlokalizowano kilka parków z placami zabaw dla około 500 dzieci w Camden. Uczęszczały one do szkoły w Ermelo, gdzie dowożono je autobusami.

## Właściciel
Właścicielem jest Eskom Enterprises, spółka należąca do Eskom Holdings, która wytwarza około 95% energii elektrycznej zużywanej w Republice Południowej Afryki i około 45% energii elektrycznej zużywanej w Afryce.